# Nicevillea epiplemoides
Nicevillea epiplemoides är en fjärilsart som beskrevs av George Francis Hampson 1895. Nicevillea epiplemoides ingår i släktet Nicevillea och familjen nattflyn. Inga underarter finns listade i Catalogue of Life.